# كولن شو
كولن شو هو راكب الكنو كندي، ولد في 17 مارس 1954 في كولومبيا البريطانية في كندا.

## وصلات خارجية
- كولن شو على موقع أوليمبيديا (الإنجليزية)